# Colobanthus monticola
Colobanthus monticola là loài thực vật có hoa thuộc họ Cẩm chướng. Loài này được Petrie mô tả khoa học đầu tiên năm 1911.